# باول ماغيري
باول ماغيري (بالإنجليزية: Paul Maguire)‏ هو لاعب كرة قدم أمريكية أمريكي، ولد في 22 أغسطس 1938 في يونغزتاون في الولايات المتحدة.

## وصلات خارجية
- باول ماغيري على موقع مرجع كرة القدم المحترفة.كوم (الإنجليزية)
- باول ماغيري على موقع إن إن دي بي (الإنجليزية)